# Wijk van de Squares
De wijk van de Squares (Frans: Quartier des Squares), Squareswijk of Noordoostwijk is een wijk in de Belgische hoofdstad Brussel. De wijk vormt de noordelijke uitloper van de Europese Wijk, gelegen tussen het centrum van Sint-Joost-ten-Node en de Leopoldswijk. De wijk wordt begrensd door de Leuvensesteenweg in het noorden, de Notelaarsstraat en de Kortenberglaan in het oosten, de Jozef II-straat en de Stevinstraat in het zuiden, en de Kleine Ring in het westen. Het gebied tussen de Kleine Ring en de Maria-Louizasquare wordt ook tot de Leopoldswijk gerekend. De "Squares" verwijzen naar de talrijke pleinen in de buurt, met name het Ambiorixplein, het Margaretaplein, de Palmerstonsquare, het Maria-Louizaplein en het Geuzenplein.

## Geschiedenis
De wijk werd na de oostelijke uitbreiding van Brussel opgetrokken in de vallei van de Maalbeek, een zijrivier van de Zenne. Net als de Zenne zelf werd ook de Maalbeek overwelfd tussen 1856 en 1872, omdat ze als een storende factor beschouwd werd bij de urbanisatie van de Brusselse voorsteden. Dit gold ook voor enkele vijvers: de vijver van de Maria-Louizasquare is een van de laatste zes vijvers van de oorspronkelijke 48 die Brussel ooit rijk was.
In de stadsplannen van architect Gédéon Bordiau werden alle percelen langs de pleinen bezwaard met een erfdienstbaarheid non aedificandi, wat inhield dat de huizen schilderachtige gevels moesten hebben, met uitsprongen, torentjes en dergelijke. Zo kreeg de wijk van de Squares een waaier aan stijlen. De meest voorkomende stijl is de zogenaamde Vlaamse neorenaissance, met daarnaast ook getuigen van de Italiaanse en Franse variant, en gebouwen in neogotiek en eclectische stijl. Verder zijn er ook enkele gebouwen in art nouveau.

## Art nouveau
Dat Brussel ooit de hoofdstad was van de art nouveau is duidelijk zichtbaar in de wijk van de Squares, die eind 19e en begin 20e eeuw het verzamelpunt was van de Brusselse bourgeoisie. Als gevolg van de stadsuitbreiding kreeg architect Gédéon Bordiau de opdracht een aaneenrijging van squares te ontwerpen, voorzien van talrijke tuinen, opgeluisterd met waterpartijen en beeldhouwwerken van belangrijke artiesten, als bijvoorbeeld Constantin Meunier en Jef Lambeaux.
Op de Palmerstonlaan vinden we het Van Eetveldehuis, dat ontworpen werd door Victor Horta, en op de Ambiorixsquare het Saint-Cyr-huis, ontworpen door Gustave Strauven, een leerling van Horta.

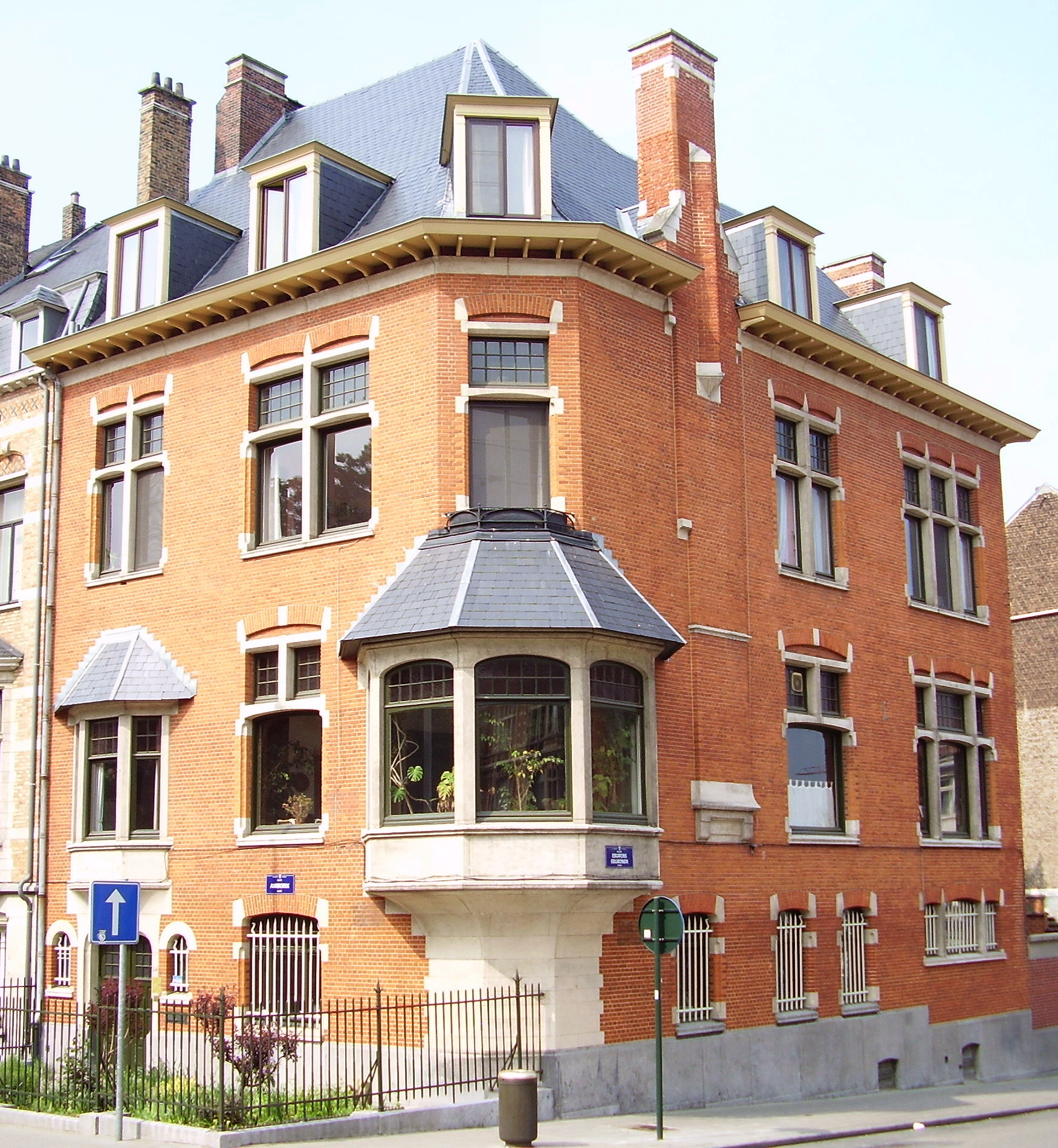
Het Huis van de Quakers op het Ambiorixplein, uit 1899
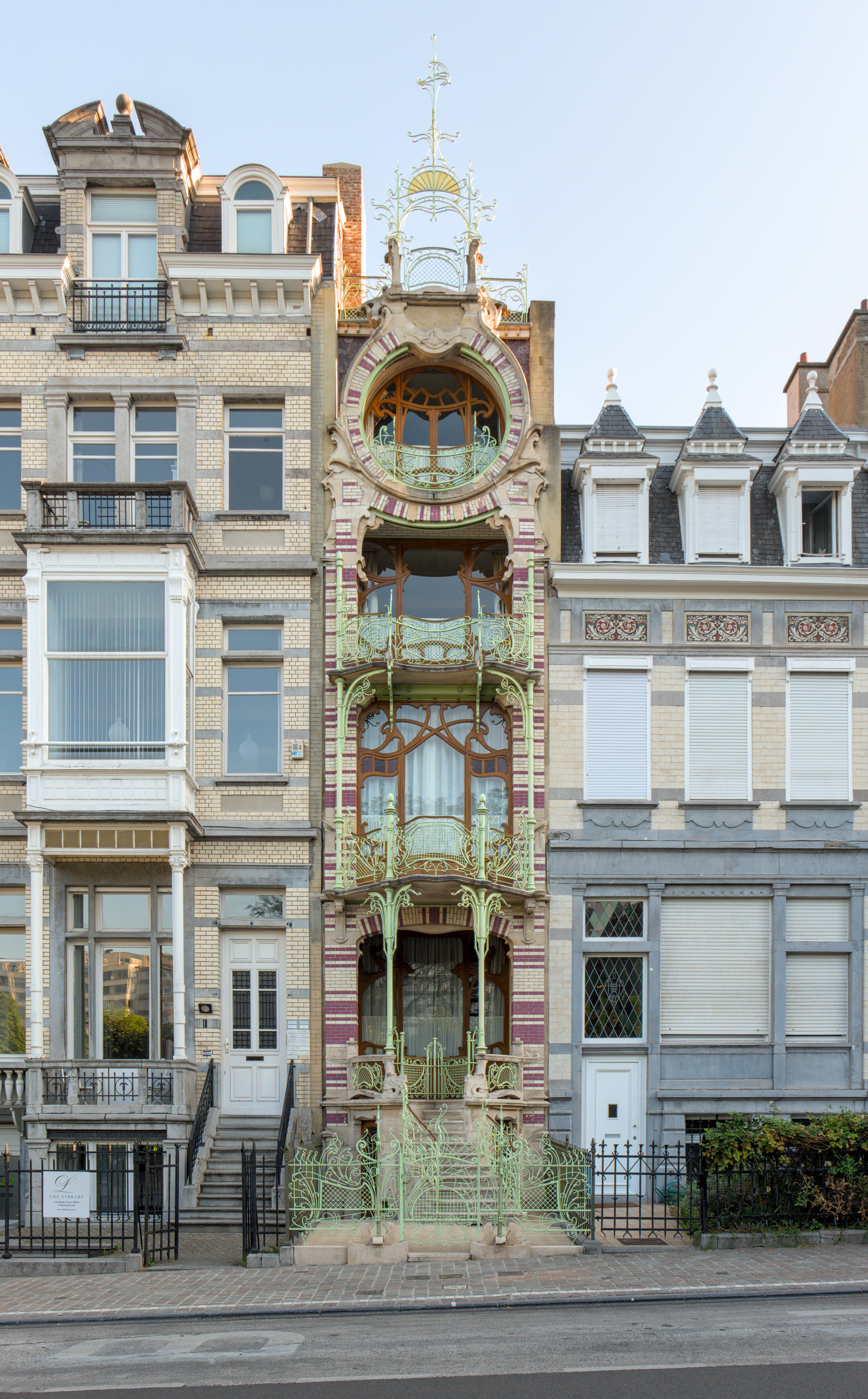
Het Saint-Cyr-huis op het Ambiorixplein, uit 1903

## Naoorlogse periode
Na de Tweede Wereldoorlog volgde een afbraak van gebouwen. In de plaats van afgebroken gebouwen kwamen kleine beleggingspanden in de jaren vijftig, en in de jaren zestig en zeventig ook gebouwen van meer dan tien verdiepingen, hetgeen afbreuk deed aan het weelderige straatbeeld van weleer. Toch volgde nadien een zekere herwaardering door de nabijheid van de Europese instellingen.